# Nieuport-Delage NiD 29
Ньєпор-Делаж NiD 29 (фр. Nieuport-Delage NiD 29) — французький одномісний біплан-винищувач (французька категоризація C.I) розроблений авіакомпанією Nieuport для Повітряних сил Франції.

## Розробка і дизайн

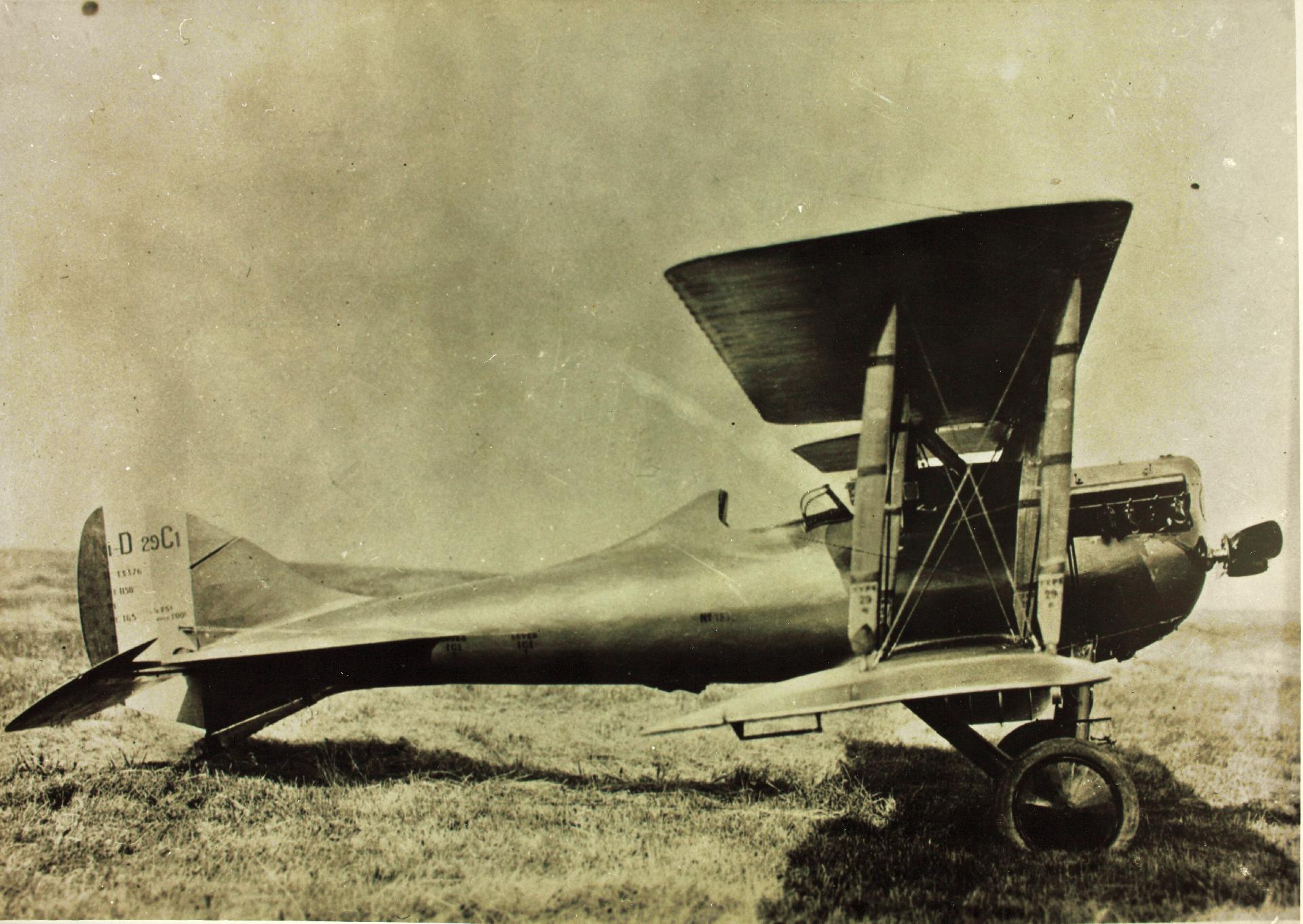
NiD.29 вид збоку.

Прототип NiD.29 був біпланом з крилами одної довжини з елеронами на обидвох крилах, фіксованим шасі та одномісною відкритою кабіною. В липні 1918 році його було продемонстровано Повітряній службі Французької армії і 21 серпня армія замовила виготовлення передсерійної партії. Оснащений рядним двигуном Hispano-Suiza 8Fb прототип відповідав всім вимогам армії окрім максимальної висоти, тому на другому прототипі та серійних літаках було збільшено розмах крил. Крім цього серійні літаки не мали елерона на верхньому крилі, але площа нижніх була збільшена.
Серійне виробництво почалось в 1920 році, а перші масові надходження в Повітряні сили Франції почались в 1922 році, отримавши гарні відгуки від пілотів, хоча літак мав схильність до входу в штопор. Франція замовила 250 літаків, які були побудовані на заводах Nieuport і заводах інших компаній. Окрім Франції, літак також продавали на експорт і виготовляли за ліцензією. 175 літаків отримала Regia Aeronautica, з них 95 було побудовано компанією Macchi і свою власну назву Macchi-Nieuport 29, а ще 80 побудували Caproni. 108 літаків були куплено Бельгією (87 побудованих за ліцензією SABCA), 30 замовила Іспанія, ще дев'ять замовила Швеція позначивши їх J 2. Японська компанія Nakajima викупила ліцензію на виробництво і виготовила 608 літаків для Імперської армії Японії під позначенням Ko-4.
Варіанти NiD.29 також розроблялись для перегонів, і загалом літак побив вісім різних рекордів швидкостей і виграв трофей Гордона Бенета в 1920 році, а також випробування Coupe Deutsch de la Meurthe в 1922 році.

## Історія використання
Три NiD.29 були модифіковані капітаном резерву Джозефом Саді-Лекоін в листопаді 1925 року для перенесення шести 10 кг бомб. Модифіковані літаки здійснили 70 вильотів проти повстанців в Марокко. Іспанські літаки використовувались для схожих задач в Північній Африці.

### В Японській Імперії

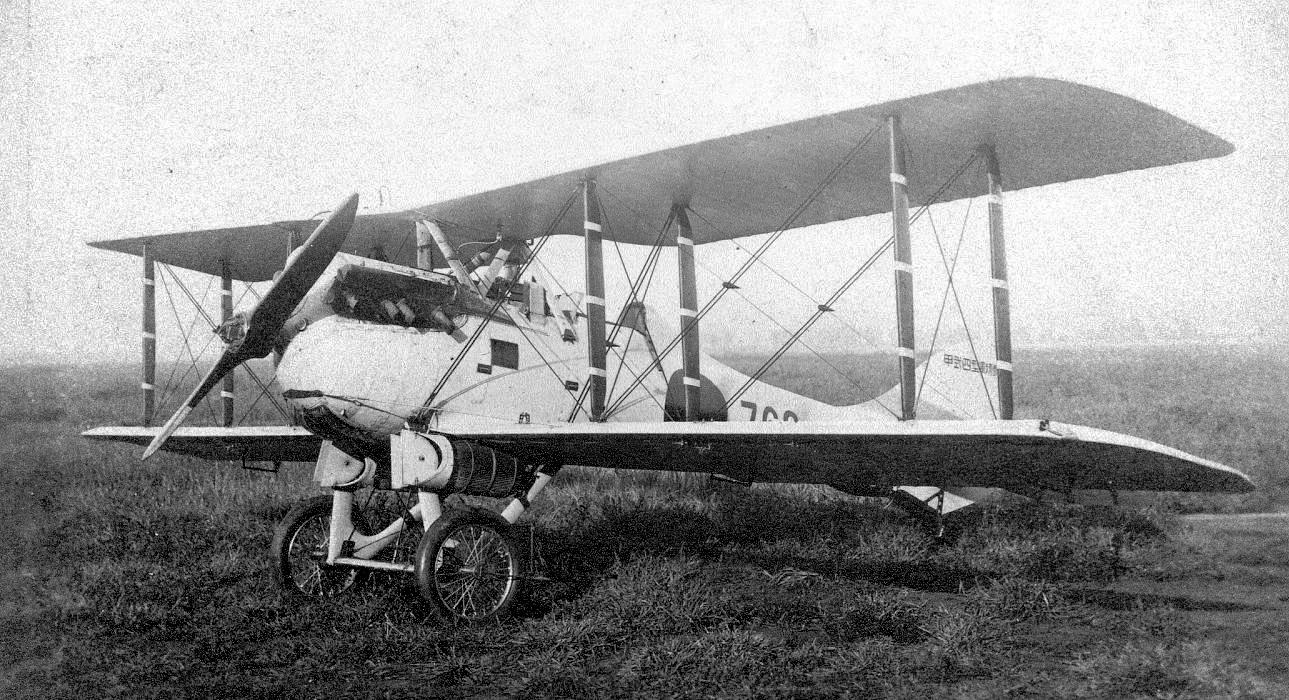
«Винищувач типу Ко-4» Японської армії.

В 1923 році Японська армія вибрала NiD.29 C.1 для заміни винищувачів «Ko-3» (японський варіант Nieuport 24). Ліцензію викупила компанія Nakajima і перший японський літак зійшов був готовий в грудні 1923 року, а виробництво тривало до січня 1932 року. Після прийняття на озброєння в 1925 році літак отримав позначення «Винищувач типу Ко-4» (яп. 甲式四型戦闘機, Ко-шікі Йон-Ґата Сенто: кі). Хоча «Ко-4» відповідав необхідним характеристикам, але мав тенденцію починати звалювання на швидкостях більше ніж розрахункова. Також були проблеми з двигунами Mitsubishi, а дерев'янний фюзеляж-монокок через новизну ускладнював ремонт.
В травні 1925 року також був сформований Інженерний відділ Армійської авіації, і одним з перших дизайнів відділу став експериментальний винищувач на базі «Ко-4» під назвою «Експериментальний винищувач тип 3» (яп. 試製三型戦闘機, Шісей Сан-Ґата Сенто: кі). Літак створювався для тестування ефективності нагнітачів, які мали б встановлюватись на дальні розвідники, зокрема Кошікі A-3. Цей літак відрізнявся від серійного наявністю двомісної кабіни і наявністю двох великих радіаторів Lamblin на стійках шасі. Виробництво літака відбувалось на Армійському артилерійському арсеналі в Токіо і було завершене в червні 1927 року. Експерименти з літаком були припинені в 1928 році, і нагнітач не виправдав очікувань.
«Ко-4» виконували польоти під час Мукденського інциденту і захоплення Маньчжурії в 1931 році. Але через відсутність китайської авіації вони виконували виключно розвідувальні і зв'язкові місії. Після зняття з озброєння в 1933 році, «Ко-4» все ще використовувались цивільними компаніями і льотними школами до 1937 року.

## Модифікації

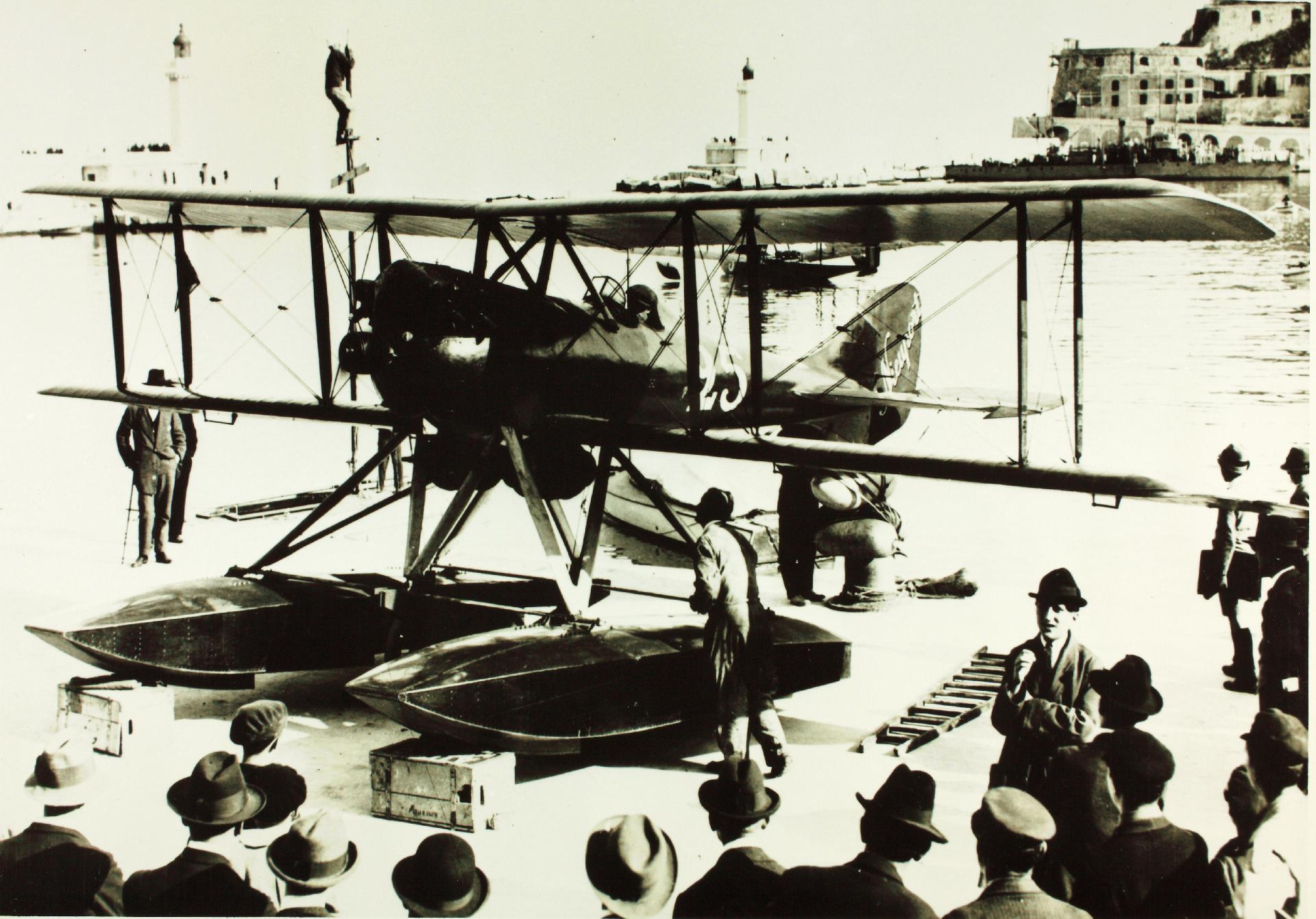
Гідроплан NiD.29G модифікований для участі в Гран-прі Монако.

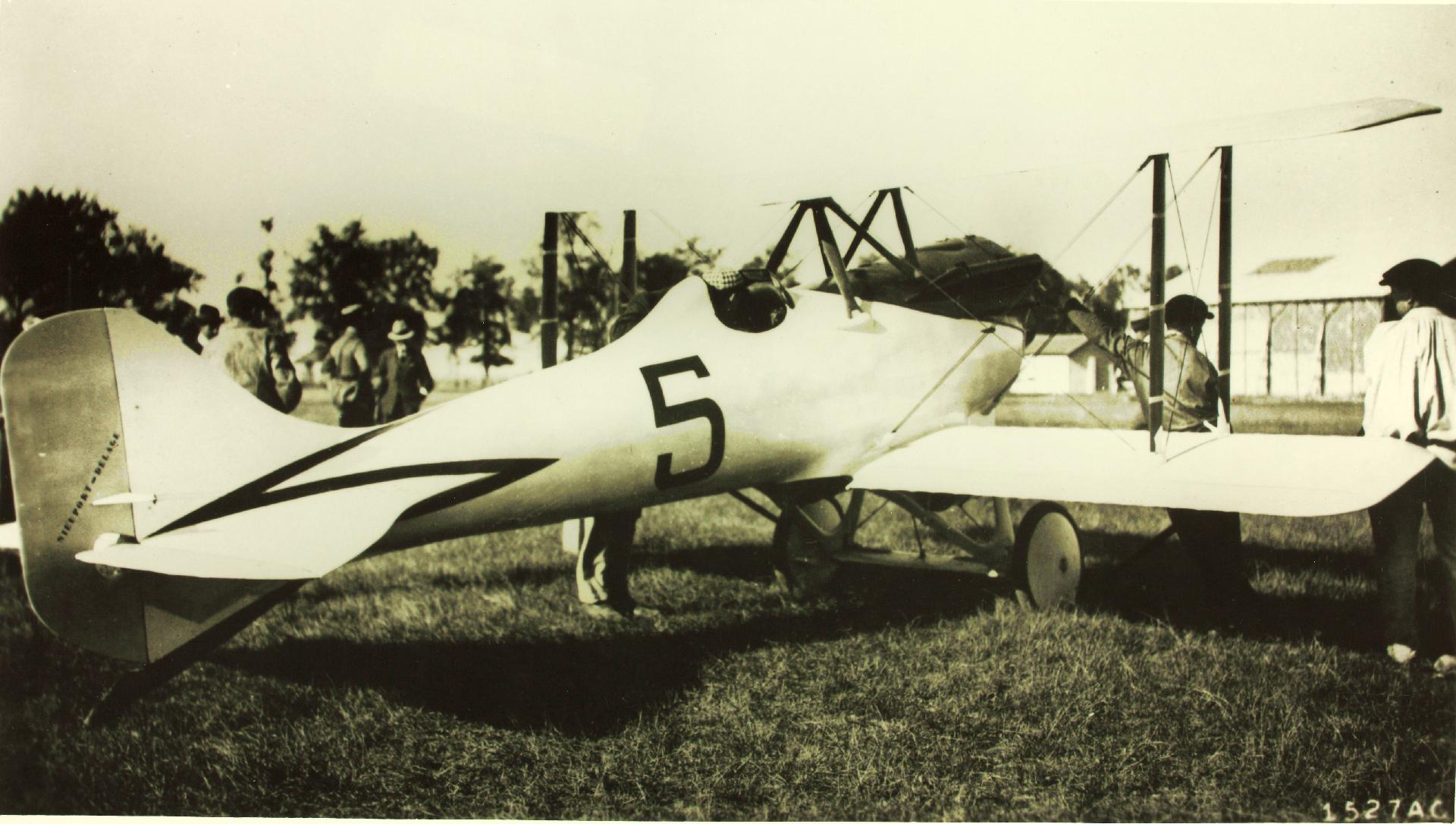
Перегоновий NiD.29V.

Nieuport Ni.29
Прототип з двигуном Hispano-Suiza 8Fb потужністю 320 к.с.
NiD.29 C.1
Серійний літак з двигуном Hispano-Suiza 8Fb
NiD.29 B.1
Модифікований варіант для перенесення шести 10 кг бомб.
NiD.29bisПрототип з зменшеною площею крил
NiD.29GПрототипи з радіальним двигуном Gnome Monosoupape 9N, пізніше два були конвертовані з використанням двигуна Hispano і оснащені поплавками для участі в Гран-прі Монако в 1923.
NiD.29MПрототип для флоту на базі 29G але з двигуном Le Rhone 9R потужністю 180 к.с. Пізніше конвертувався в варіант 32Rh.
NiD.29DЕкспериментальний варіант з двигуном з нагнітачем для побиття рекордів висоти, досяг висоти 7000 метрів.
NiD.29 ET.1
Навчальний варіант з двигуном Hispano-Suiza 8Ab потужністю 180 к.с. і синхронізованим з гвинтом кулеметом Vickers. Побудовано 3 варіанти.
NiD.29 SHVГідроплан створений для участі в Кубці Шнейдера в 1919 році з зменшеним крилом. Два літаки були побудовані, але в перегонах участі вони не взяли.
NiD.29VШвидкісний літак з зменшеною масою і крилом (розмах крил становив тільки 6 м.) розроблений в 1919 році. Три побудовано.
NiD.29VbisПрототип з закритою кабіною, для покращення огляду по обидві сторони були додані два каплеподібні вікна. 12 грудня 1920 року Джозеф Саді-Лекоін на NiD.29Vbis поставив світовий рекорд швидкості досягнувши 313 км/год. Літак був втрачений після аварії під час посадки в 1921 році.
NiD.32RhМодифікований для палубного використання варіант з радіальним двигуном Le Rhone. Десять побудовано.
NiD.33 E.2
Двомісний навчальний літак. Також використовувався в Японії.
NiD.40 C.1
Висотний варіант з нагнітачем
NiD.40RМодифікація NiD.40 C.1 з подовженими крилами і зміненим хвостом для побиття рекордів на висоті. Пізніше оснащувався поплавками.
Nakajima 甲 4 (Ko 4)Побудований за ліцензією в Японії NiD.29. Побудовано 608 літаків.

## Оператори
Аргентина
- 3-я спостережна група Армійської авіації Аргентини[en] використовувала 6 літаків з 1925 року.[6]

 Бельгія
- Повітряні сили Бельгії використовували 108 NiD.29 з яких 88 було побудовано в Бельгії компанією SABCA з 1922 року. В 1927—1931 роках їх замінили на Avia BH-21 та Fairey Firefly II.[7]

 Франція
- Повітряні сили Франції мали більше 600 літаків на озброєнні з 1922 року.[8]
- Військово-морські сили Франції використовували невелику кількість NiD.29 доки не перейшли на Dewoitine D.1.

 Королівство Італія
- Corpo Aeronautico Militare мали на озброєнні 175 літаків побудованих компаніями Macchi та Caproni з 1924 по 1931 року.[9] Вони стояли на озброєнні 76-ї, 84-ї, 91-ї ескадриль 7-ї группо, 70-ї, 74-ї та 75-ї ескадриль 23-ї группо, а також 92-ї ескадрильї 8-ї группо.[9]

 Японія
- ВПС Імператорської армії Японії мала на озброєнні 608 «Ko-4» побудованих Nakajima з 1923 року, ще один літак був куплений в Франції для ознайомлення.[10]

 Іспанія
- Повітряні сили Іспанії використовували 30 літаків з 1923 доки не були замінені на Nieuport-Delage NiD 52 в 1931.[11]

 Швеція
- Повітряні сили Швеції використовували 10 NiD.29, які позначались Jaktflygplan 2 (Винищувач тип 2), з 1925 року 3-ім та 5-им крилами.[12]

 Сіам/Таїланд
- Королівська Сіамська повітряна служба та Повітряні сили Таїланду використовували 52 літаки під позначенням บ.ข.๔ (B.Kh4 — винищувач тип 4) з 1923, з них 40 були побудовані в Сіамі.[13]

 Республіка Китай
- Кліка в Гуансі використовувала 12 «Ko-4» куплених в Японії в 1935.[14]
- Сили в Маньчжурі купили 4 «Ko-4» в японської місії в 1931 році.[14]

 Маньчжурська держава
Повітряні сили Маньчжуко при заснуванні в 1937 році отримали один маньчжурський «Ko-4».

## Збережені екземпляри

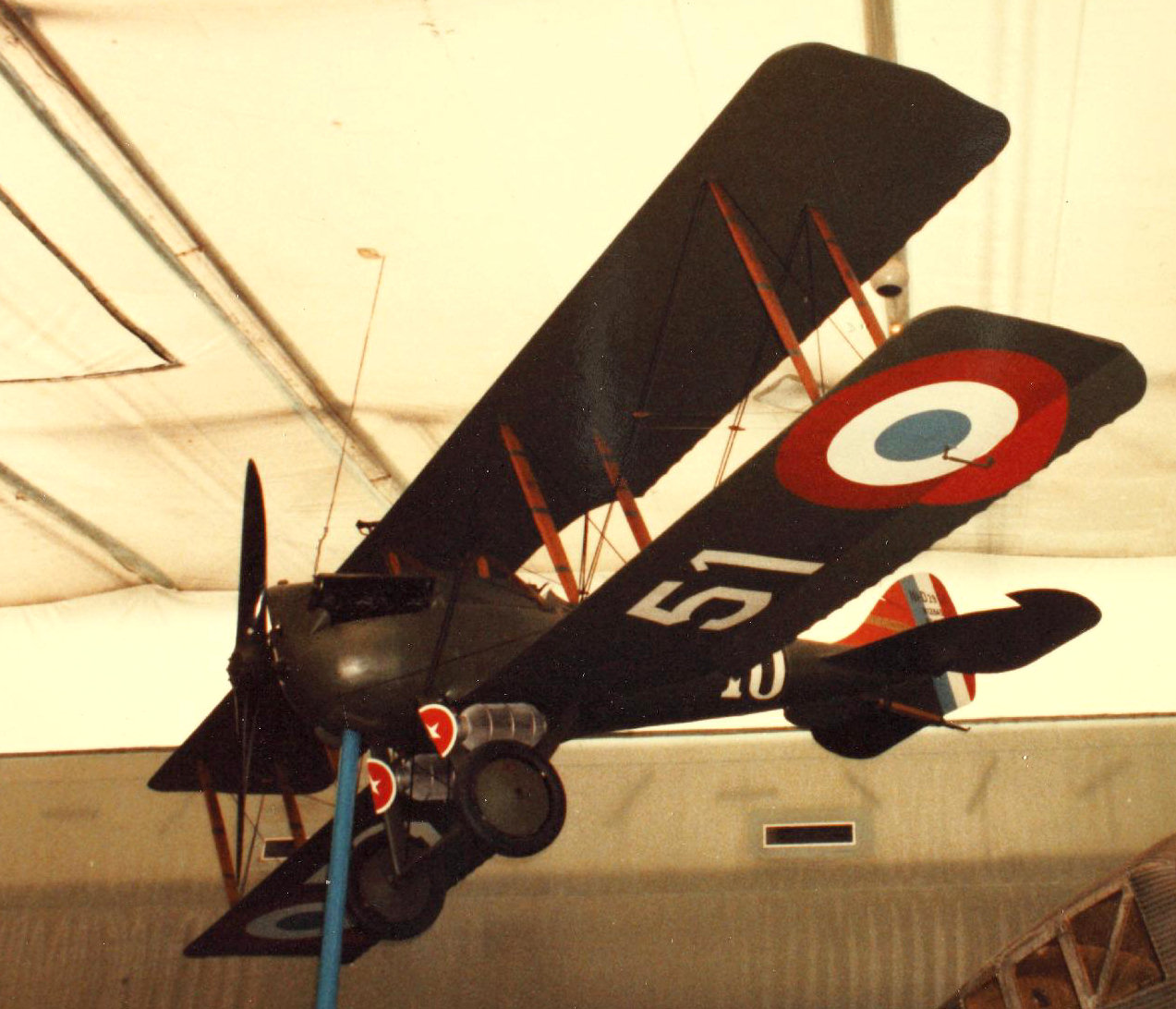
Винищувач Nieuport-Delage NiD.29 в паризькому музеї авіації.

Один екземпляр зберігається в в Музеї авіації та космонавтики в Парижі, але не демонструється для загальної публіки.

## Тактико-технічні характеристики (Nid 29)

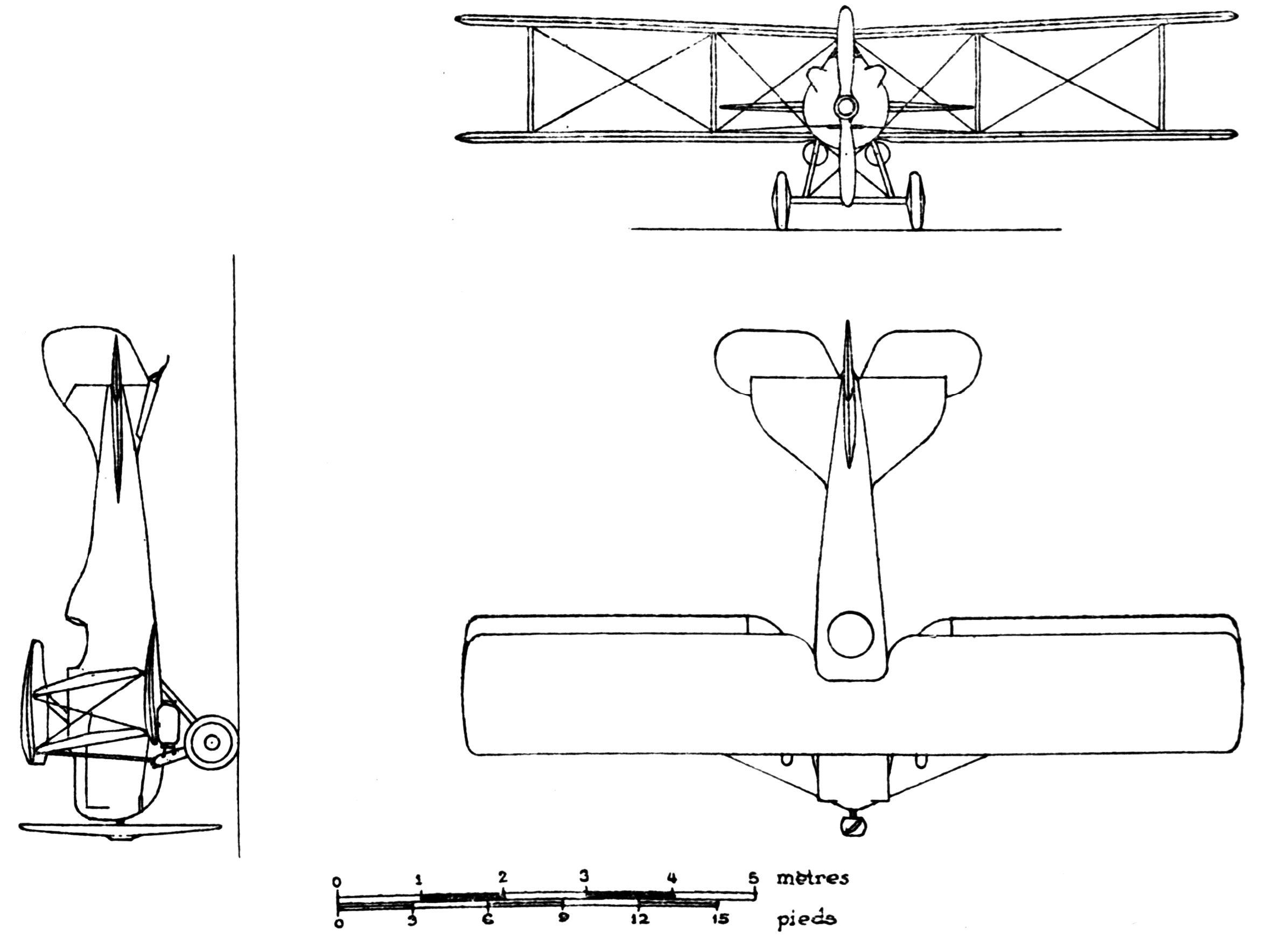
Nieuport-Delage NiD.29 C.1

Дані з The Illustrated Encyclopedia of Aircraft.

### Технічні характеристики
- Екіпаж: 1 особа
- Довжина: 6.49 м
- Висота: 2.56 м
- Розмах крил: 9.7 м
- Площа крил: 26.7 м²
- Маса пустого: 760 кг
- Маса спорядженого: 1150 кг
- Двигун: V-подібний восьми-циліндровий Hispano-Suiza 8Fb повітряного охолодження
- Потужність: 300 к.с. к. с.

### Льотні характеристики
- Максимальна швидкість: 235 км/год
- Максимальна висота польоту: 8500 метрів
- Дальність польоту: 580 км
- Швидкопідйомність: 6.06 м/с

### Озброєння
- Стрілецьке: 2 × 7.7 мм курсові кулемети Vickers

## Виноски
1. ↑  C - Chasseur (винищувач французькою), I - кількість місць